# Distretto di Jambol
Il distretto di Jambol (in bulgaro Област Ямбол?) è uno dei 28 distretti della Bulgaria.
È situato nella parte sud-orientale del paese e confina a sud con la Turchia.
Il capoluogo è la città di Jambol, altre città rilevanti sono Straldža, Boljarovo e Elhovo.

## Amministrazione
Il distretto è a sua volta suddiviso in 5 comuni (in bulgaro oбщина – obština – al plurale oбщини - obštini):
| Comune    | Bulgaro  | Pop.   |
| --------- | -------- | ------ |
| Boljarovo | Болярово | 4.126  |
| Elhovo    | Елхово   | 18.781 |
| Jambol    | Ямбол    | 90.448 |
| Straldža  | Стралджа | 10.663 |
| Tundža    | Тунджа   | 24.939 |